# ヴィアシスティーナ
ヴィアシスティーナ（Via Sistina、2018年3月27日 - ）は、アイルランドで生産されイギリスとオーストラリアで調教された競走馬。
主な勝ち鞍は2023年のプリティポリーステークス、2024年・2025年のランヴェットステークス連覇、2024年のウィンクスステークス、ターンブルステークス、コックスプレート、豪チャンピオンズステークス、2025年のベリーエレガントステークス、クイーンエリザベスステークス。

## 概要

### 3歳（2021年）
5月1日のサークス競馬場の未勝利戦でサム・ジェームスを背にデビューして3着。続いて22日のグッドウッド競馬場の条件戦でジム・クローリーを背に初勝利を挙げた。
その後は7月14日のマルレ賞(G2)に鞍上ウィリアム・ビュイックで出走するも10着。10月2日のニューマーケット競馬場の条件戦を鞍上ジェイミー・スペンサーで制して2勝目を挙げた。11月6日のギリーズフィリーズ(L)は13着に敗れた。

### 4歳（2022年）
8月27日のウィンターヒルステークス(G3)にデーン・オニールを背に出走して4着。10月7日のプライドステークス(G3)はスペンサーを背に2着となった。
その後は11月11日のフィユドレール賞(G3)を制してグループ競走初制覇を果たした。

### 5歳（2023年）
5月7日のダリアステークス(G2)に出走して勝利を挙げてグループ競走連勝とした。
7月1日のプリティーポリーステークス(G1)では単勝オッズ2.5倍の1番人気で出走。発馬で行き脚が付かずに後方2番手で中間点を通過するが、緒戦では馬群の切り目を通って大外に持ち出して豪脚を炸裂。2着のステイアラートに2馬身差を付けて、グループ競走3連勝でG1初制覇を果たした。なお、残り2ハロンから斜行し続けたことによってステイアラートと4着馬のロスカーベリーが被害を受けるもそのまま確定。ステイアラート陣営が異議申し立てをするも走行妨害はあったが着順を改善することは不可能だったとして棄却された。
その後は7月14日のファルマスステークス(G1)に1番人気で出走るも圧勝したナシュワの3着。8月20日のジャンロマネ賞(G1)でも1番人気で出走して、大外から猛追するもマルキーズドセヴィニエにハナ差競り負けて2着に敗れた。
10月21日のチャンピオンステークス(G1)はオイシン・マーフィーを背に4番人気で出走。直線は手応えよく残り1ハロンで叩き合いから抜け出すも、キングオブスティールにゴール前で差し切られて3/4馬身差の2着に敗れた。

### 6歳（2023/2024年シーズン）
イギリスのジョージ・バウヒー厩舎からオーストラリアのクリス・ウォーラー厩舎に移籍して、3月23日のランヴェットステークス(G1)にジェームズ・マクドナルドを背に1番人気で出走。最後方の6番手の追走から直線に入ると、残り400mのところで大外に持ち出して鞍上が満を持して追い出しを開始。末脚を炸裂させて2着争いを横目に突き抜けて、2着のプラスデュキャルゼルに1.2馬身差を付けて移籍初戦で2度目のG1制覇を果たした。
その後は4月13日のクイーンエリザベスステークス(G1)に単勝オッズ1.85倍の1番人気で出走。後方3番手の追走から直線入口のところで2番手に並び掛けたが、大逃げを打ったプライドオブジェニを捕えらず6.54馬身差の2着に敗れた。

### 7歳（2024/2025年シーズン）
8月24日のウィンクスステークス(G1)にケリン・マカヴォイを背に6番人気タイで出走。中団後方の9番手の追走から、内埒沿いを通って進出。直線では馬群の内から最短距離を通って、押し切りを図るズーガッチャを0.07馬身で際どく差し切って3度目のG1制覇を挙げた。
続いて9月14日のマカイビーディーヴァステークス(G1)に鞍上マクドナルドで1番人気で出走するも、ミスターブライトサイドから0.46馬身差の5着と完敗を喫した。
10月8日のターンブルステークス(G1)ではダミアン・レーンを鞍上に2番人気で出走。12番枠から中団後方あたりの馬群の外に付けて追走して、先頭から9馬身から10馬身ほどの位置で中間点を通過する。直線に向かって進出を開始すると後ろから勢いよく来たバッカスルーとの併せ馬となり、一度は交わされるも差し返して0.2馬身差で勝利。追い比べを制して4度目のG1制覇を挙げた。
その後は10月26日のコックスプレート(G1)を予定していたが、22日の最終追い切りでジェームズ・マクドナルドが落馬して、空馬となったままコースを約3周走った。管理するウォーラーは出走の可否は当日に決めることを話した。
こうして迎えたコックスプレート当日は、鞍上マクドナルドでJRAオッズ6.0倍の4番人気で出走。レースはプライドオブジェニが逃げて、ヴィアシスティーナは7番手を追走。中盤で一つ位置取りを上げて、残り700m吹きから捲って一気に前方との差を詰めにかかる。最終コーナーでプライドオブジェニとプログノーシスを飲み込むと、約170mほどの直線で独走態勢。鞍上が早々に腰を上げてガッツポーズを決める余裕を見せながら2着のプログノーシスに8馬身差を付ける圧勝で5度目のG1制覇。走破時計の2分01秒07は2017年のウィンクスを1秒87も更新するトラックレコードで、8馬身差も2016年にウィンクスが記録した着差レコードに並ぶものであった。

## 血統表
| ヴィアシスティーナの血統  | ヴィアシスティーナの血統                        | ヴィアシスティーナの血統                        | （血統表の出典）                                | （血統表の出典） |
| 父系                      | デインヒル系                                    | デインヒル系                                    | デインヒル系                                    | [ § 2 ]          |
| 父 Fastnet Rock 鹿毛 2001 | 父の父*デインヒル 鹿毛 1986                     | Danzig                                          | Northern Dancer                                 | Northern Dancer  |
| 父 Fastnet Rock 鹿毛 2001 | 父の父*デインヒル 鹿毛 1986                     | Danzig                                          | Pas de Nom                                      |                  |
| 父 Fastnet Rock 鹿毛 2001 | 父の父*デインヒル 鹿毛 1986                     | Razyana                                         | His Majesty                                     | His Majesty      |
| 父 Fastnet Rock 鹿毛 2001 | 父の父*デインヒル 鹿毛 1986                     | Razyana                                         | Spring Adieu                                    |                  |
| 父 Fastnet Rock 鹿毛 2001 | 父の母Piccadilly Circus 1995 鹿毛               | *ロイヤルアカデミーII                           | Nijinsky                                        | Nijinsky         |
| 父 Fastnet Rock 鹿毛 2001 | 父の母Piccadilly Circus 1995 鹿毛               | *ロイヤルアカデミーII                           | Crimson Saint                                   |                  |
| 父 Fastnet Rock 鹿毛 2001 | 父の母Piccadilly Circus 1995 鹿毛               | Gatana                                          | Marauding                                       | Marauding        |
| 父 Fastnet Rock 鹿毛 2001 | 父の母Piccadilly Circus 1995 鹿毛               | Gatana                                          | Twigalae                                        |                  |
| 母 Nigh 鹿毛 2010         | 母の父Galileo 鹿毛 1998                         | Sadler's Wells                                  | Northern Dancer                                 | Northern Dancer  |
| 母 Nigh 鹿毛 2010         | 母の父Galileo 鹿毛 1998                         | Sadler's Wells                                  | Fairy Bridge                                    |                  |
| 母 Nigh 鹿毛 2010         | 母の父Galileo 鹿毛 1998                         | Urban Sea                                       | Miswaki                                         | Miswaki          |
| 母 Nigh 鹿毛 2010         | 母の父Galileo 鹿毛 1998                         | Urban Sea                                       | Allegretta                                      |                  |
| 母 Nigh 鹿毛 2010         | 母の母Native Force 鹿毛 1998                    | Indian Ridge                                    | Ahonoora                                        | Ahonoora         |
| 母 Nigh 鹿毛 2010         | 母の母Native Force 鹿毛 1998                    | Indian Ridge                                    | Hillbrow                                        |                  |
| 母 Nigh 鹿毛 2010         | 母の母Native Force 鹿毛 1998                    | La Pellegrina                                   | Be My Guest                                     | Be My Guest      |
| 母 Nigh 鹿毛 2010         | 母の母Native Force 鹿毛 1998                    | La Pellegrina                                   | Spanish Habit                                   |                  |
| 母系(F-No.)               | トランポリン系(FN:1-t)                          | トランポリン系(FN:1-t)                          | トランポリン系(FN:1-t)                          | [ § 3 ]          |
| 5代内の近親交配           | Northern Dancer：S4×M4×S5×M5、Natalma：S5×S5×M5 | Northern Dancer：S4×M4×S5×M5、Natalma：S5×S5×M5 | Northern Dancer：S4×M4×S5×M5、Natalma：S5×S5×M5 | [ § 4 ]          |
| 出典                      | 1. 2. 3. 4.                                     | 1. 2. 3. 4.                                     | 1. 2. 3. 4.                                     | 1. 2. 3. 4.      |